# Carlos Miret
Carlos Miret Bernal (Calatorao, Zaragoza, 1952 - 10 de enero de 2025) fue un arquitecto, urbanista y diseñador español. Fue el promotor y desarrollador de la idea de una exposición internacional en Zaragoza Su trabajo profesional se desarrolla en Aragón y Cataluña como arquitecto liberal, donde ha realizado proyectos públicos y privados de edificación y planeamiento. También es diseñador de mobiliario y mobiliario urbano. Falleció en 10 de enero de 2025.

## Biografía y obra destacada
En 1976 terminó sus estudios de arquitecto superior en la Escuela Técnica Superior de Barcelona (ETSAB). Ha sido arquitecto municipal de Benabarre (Huesca) y de Caspe (Zaragoza), asesor de asociaciones empresariales y sociales de Zaragoza, miembro de la Ponencia Técnica de comisión Provincial de Urbanismo de la D.G.A., para la que realizó trabajos de asesoría y colaboró en la redacción de diversas ordenanzas y planes de urbanismo de Zaragoza.
Ha realizado diversos proyectos públicos en Aragón: depuradora de aguas residuales La Cartuja, Ayuntamientos en Benabarre, Aler, Biescas y Caspe, centro cívico de Delicias (Zaragoza), Casa de Cultura de Benabarre, así como obras de diseño urbano, plazas, parques y mobiliario urbano.
Realiza la propuesta de ordenación de los terrenos de RENFE en Huesca con anteproyecto de estación y propuesta para RENFE-DGA-AYUNTAMIENTO del concurso para Centro de Transportes de Viajeros Zaragoza-El Portillo.
En 1998 propuso y desarrolló la idea de realizar una Exposición Internacional en Zaragoza, situándola en el meandro de Ranillas y en el año 2008. En octubre de 2000 el Consejo de Ministros aprobó su proyecto de avance de candidatura, Expo Zaragoza 2008, con el tema "el agua". Finalmente en 2004 en la asamblea del B.I.E. Bureau International des Expositions, resulta ganadora la candidatura de Zaragoza frente a las de Italia (Trieste) y Grecia (Tesalónica).
Organiza y preside desde 1999 la Asociación Cultural para la Promoción de Zargoza Expo 2008.

En 2005 forma junto a su hija Marta Miret Rodríguez, también arquitecta, el estudio Miret Arquitectos s.l.p.
En 2007 escribe el libro Así nació: Expo Zaragoza 2008, que describe el trabajo técnico y de promoción social que se desarrolló durante siete años con el fin de aglutinar y conseguir el consenso político y social para realizar un proyecto y presentar la candidatura de Zaragoza como sede de la exposición internacional para el año 2008.
Ha realizado planes de urbanismo en el Valle del Tena, Zaragoza, Caspe, etc. proyectos de edificación de viviendas en los Pirineos, Aragón y Cataluña. 
Rehabilitación de edificios de patrimonio histórico, obras civiles, oficinas, hoteles de 3,4 y 5 estrellas en Zaragoza, residencias de la tercera edad, instalaciones deportivas de primer nivel al aire libre y cubiertas como la Ciudad del Motor de Alcañiz, circuitos y edificaciones para la Unidad de Proyecto 6 en Alcañiz.
Trabajó para las empresas Amat y Deceaux. Una serie de sus diseños fue seleccionado por el SDI International Design Selection of Furnishings for the Habitat en la feria de Berlín.